# Jacob Neusner
Jacob Neusner (Hartford, Connecticut; 28 de julio de 1932-Rhinebeck, Nueva York; 8 de octubre de 2016) fue un historiador, teólogo, rabino, catedrático y escritor estadounidense, estudioso del judaísmo.

## Biografía
Neusner estudió en la Universidad Harvard, el Seminario Teológico Judío (donde se ordenó de rabino), la Universidad de Oxford, y la Universidad de Columbia.
El veterano profesor judío era un reconocido experto en estudios misnaicos y talmúdicos.
Desde 1994, enseñó en el Bard College. También ha enseñado en la Universidad de Columbia, Universidad de Wisconsin-Milwaukee, Universidad Brandeis, Dartmouth College, Universidad Brown, y la Universidad del Sur de Florida. 
Neusner fue miembro del Instituto de Estudios Avanzados de Princeton, y miembro vitalicio del Clare College y de la Universidad de Cambridge.

## Obras (selección)
- Jacob Neusner. "From History to Religion." pp. 98-116 in The Craft of Religious Studies, edited by Jon R. Stone. New York: St. Martin's Press, 1998.
- Neusner, Jacob (1999). The Four Stages of Rabbinic Judaism (en inglés). Psychology Press. ISBN 9780415195300.[2]
- Neusner, Jacob; Chilton, Bruce (2007). In Quest of the Historical Pharisees (en inglés). Baylor University Press. ISBN 9781932792720.[3]
- Neusner, Jacob (2008). Judaism and Christianity in the Age of Constantine: History, Messiah, Israel, and the Initial Confrontation (en inglés). University of Chicago Press. ISBN 9780226576473.[4]
- Neusner, Jacob (1991). Rabbinic Political Theory: Religion and Politics in the Mishnah (en inglés). University of Chicago Press. ISBN 9780226576510.[5]
- Neusner, Jacob (2014). What Is Midrash? (en inglés). Wipf and Stock Publishers. ISBN 9781498200837.[6]
- Neusner, Jacob (2006). The Theological Foundations of Rabbinic Midrash (en inglés). University Press of America. ISBN 9780761834892.[7]
- Neusner, Jacob (1997). Jerusalem and Athens Exegesis: The Congruity of Talmudic and Classical Philosophy (en inglés). Brill. ISBN 9004106987.[8]
- Neusner, Jacob (1978). American Judaism, Adventure in Modernity: An Anthological Essay (en inglés). KTAV Publishing House, Inc. ISBN 9780870686818.[9]
- Neusner, Jacob; Levine, Baruch A.; Frerichs, Ernest S. (2004). Judaic Perspectives on Ancient Israel (en inglés). Wipf and Stock Publishers. ISBN 9781592447602.[10]
- Neusner, Jacob (2004). Confronting Creation: How Judaism Reads Genesis (en inglés). Wipf and Stock Publishers. ISBN 9781592447251.[11]
- Neusner, Jacob (2006). Religious Foundations of Western Civilization: Judaism, Christianity, and Islam (en inglés). Abingdon Press. ISBN 9780687332021.[12]

### Ediciones en español
- Jacob Neusner (2008). Un rabino habla con Jesús. Ediciones Encuentro. ISBN 978-84-7490-913-5.